# Pao (rijeka)
Pao je rijeka u Venezueli. Pritoka je rijeke Portuguesa. Pripada porječju rijeke Orinoco.